# 朱显梧
永安昭定王朱显梧（1475年—1540年代），永安靖懿王朱荣澹嫡长子，后袭封。

## 生平
成化十八年（1482年）六月获赐名。
正德十五年（1520年），朱荣澹薨。嘉靖五年（1526年）十月，明世宗遣武進伯朱江等為正使、翰林院編修王教等為副使持節册封朱显梧袭封永安王。嘉靖六年（1527年），受封。
嘉靖二十三年（1544年）五月，楚世子朱英燿弑父楚愍王朱显榕。嘉靖二十四年（1545年）九月，朱英燿伏诛，朱显梧和江夏王朱荣漠、东安王朱荣淑因曾为朱英燿保奏而被夺禄米三分之一。
嘉靖二十五年（1546年）七月，朱显梧已去世，谥昭定。嘉靖二十七年（1548年）十二月，朱显梧长子朱英焌袭封为永安王。